# Носков, Николай Иванович (Герой Советского Союза)
Никола́й Ива́нович Носко́в (6 января 1922, Малоярославецкий уезд, Калужская губерния — 27 сентября 1971, Москва) — Герой Советского Союза (1945), полковник (1957), военный лётчик 2-го класса (1954).

## Биография
Родился 6 января 1922 года в деревне Марьино Малоярославецкого уезда Калужской губернии. В 1937 году окончил 7 классов школы в Москве, в 1940 году — 2 курса Московского речного техникума.
В армии с июля 1940 года. До декабря 1940 года обучался в Олсуфьевской военной авиационной школе лётчиков, в июле 1942 года окончил Балашовскую военную авиационную школу лётчиков.
Участник Великой Отечественной войны: в октябре 1942 — мае 1945 — лётчик, старший лётчик, командир звена, заместитель командира и командир авиаэскадрильи 673-го (с февраля 1944 — 142-го гвардейского) штурмового авиационного полка. Воевал на Калининском, Северо-Западном, Воронежском, Степном, 2-м и 1-м Украинских фронтах. Участвовал в Великолукской операции, Курской битве, Белгородско-Харьковской операции, освобождении Левобережной Украины и битве за Днепр, Кировоградской, Корсунь-Шевченковской, Уманско-Ботошанской, Львовско-Сандомирской, Сандомирско-Силезской, Берлинской и Пражской операциях. За время войны совершил 189 боевых вылетов на штурмовике Ил-2 для нанесения ударов по живой силе и технике противника, в воздушных боях сбил 2 самолёта противника.
За мужество и героизм, проявленные в боях, указом Президиума Верховного Совета СССР от 27 июня 1945 года гвардии капитану Носкову Николаю Ивановичу присвоено звание Героя Советского Союза с вручением ордена Ленина и медали «Золотая Звезда».
В ноябре 1945 года окончил Липецкую высшую офицерскую лётно-тактическую школу ВВС. До ноября 1946 года командовал авиаэскадрильей штурмового авиаполка (в Центральной группе войск, Австрия). В 1952 году окончил Военно-воздушную академию (Монино). Был заместителем командира и командиром штурмового авиаполка (в Белорусском военном округе). В 1960—1961 — старший офицер отдела боевой подготовки штаба 26-й воздушной армии (Белорусский военный округ), в 1961—1962 — заместитель начальника командного пункта управления полётами 30-й воздушной армии (Прибалтийский военный округ). С апреля 1962 года полковник Н. И. Носков — в запасе.
В 1962—1965 — инженер, старший инженер, помощник председателя объединения по кадрам и заместитель директора конторы объединения «Авиаэкспорт». В декабре 1965 — июле 1969 работал техническим экспертом в торгпредстве СССР в Чехословакии. С сентября 1969 года — начальник отдела кадров объединения «Авиаэкспорт».
Жил в Москве. Умер 27 сентября 1971 года. Похоронен на Введенском кладбище (29 уч.).

Могила Носкова на Введенском кладбище Москвы.

## Награды
- Герой Советского Союза (27.06.1945);
- орден Ленина (27.06.1945);
- три ордена Красного Знамени (19.09.1943; 16.02.1944; 25.04.1945);
- орден Александра Невского (17.08.1944);
- орден Отечественной войны 2-й степени (20.07.1943);
- два ордена Красной Звезды (18.04.1943; 30.12.1956);
- медали;
- иностранные награды.